# لياونينغ فلاينج ليباردز
لياونينغ فلاينج ليباردز (بالصينية: 辽宁衡润飞豹篮球俱乐部) هو فريق كرة سلة صيني تأسس في سنة 1995 يقع في لياونينغ، الصين. يلعب في الرابطة الصينية لكرة السلة. يستضيف مبارياته في صالة تيكسي جمنازيوم.

## أبرز اللاعبين
- لي شياوشو
- شافليك راندولف